# Mawaru-Penguindrum
Mawaru-Penguindrum (輪るピングドラム, Mawaru Pingudoramu) est une série télévisée d'animation japonaise produite par Brain's Base. Dirigée et coécrite par Kunihiko Ikuhara, la série a été diffusée au Japon à partir du 8 juillet jusqu'au 23 décembre 2011. En France, la série est éditée en DVD par Kazé. Une adaptation en manga dessinée par Isuzu Shibata est publiée entre mai 2013 et janvier 2017 dans le magazine Comic Birz, et compilé en un total de quatre volumes.

## Synopsis
Himari, une jeune fille décédée des suites d'un cancer du cerveau, est miraculeusement ressuscitée puis guérie par une entité étrange. Cette entité réside dans un chapeau en forme de tête de manchot et prend possession du corps d'Himari lorsqu'il est posé sur sa tête. En échange de sa nouvelle vie, l'entité a ordonné à ses deux frères, Kanba et Shouma de trouver un objet appelé « Penguindrum ». Ils sont assistés par trois manchots étranges dédiés à chacun d'entre eux.

## Personnages

### Personnages principaux
Himari Takakura (高倉 陽毬, Takakura Himari)
Elle est adoptée par les Takakura après avoir été abandonnée par sa mère. Himari souffre du cancer du cerveau, dont elle meurt. Mais elle revient à la vie grâce à la Princesse du Crystal (プリンセス・オブ・ザ・クリスタル, Purinsesu Obu Za Kurisutaru) qui réside dans son chapeau en forme de tête de manchot. Lorsque Himari porte ce chapeau, elle se transforme en cette princesse, arrogante et qui maltraite Shouma, Kanba et Ringo. Himari est toujours souriante malgré sa maladie, elle essaye de surmonter tous ses soucis.
Kanba Takakura (高倉 冠葉, Takakura Kanba)
Le plus sérieux et expérimenté des deux frères. Il est connu pour être un coureur, pour sortir avec des filles et les quitter aussitôt. Il a mis plusieurs filles en colère, qui le suivent, dont Masako Natsume qui est la plus agressive. Par contre, il aime profondément sa sœur, Himari, et ferait tout pour son bonheur. Étant l'aîné, il s'est montré responsable du maintien des finances, c'est le "gagne pain" de la famille. Il prend très au sérieux la recherche du Penguindrum et de l'obtention du médicament pour Himari ; il est prêt à avoir recours à tous les moyens pour les obtenir.
Shouma Takakura (高倉 晶馬, Takakura Shōuma)
Le second grand frère de Himari, il est le plus innocent et candide des deux. Il n'apprécie pas les manières de faire de Kanba mais s'y plie pour sauver leur sœur. Sa rencontre avec Ringo lui fera découvrir que le monde est plus compliqué et plus petit qu'il ne pensait mais aussi l'amour. Il est lié à l'accident qui est survenu le jour de sa naissance bien qu'indirectement.

### Personnages secondaires
Ringo Oginome (荻野目 苹果, Oginome Ringo)
Jeune fille du même âge que les deux frères, elle est obnubilée par Tabuki, l'un des professeurs des garçons et le harcèle jusque chez lui. Elle ne quitte jamais son journal où elle est persuadée que son destin est écrit et qu'elle finira avec Tabuki comme l'est prédit dans le journal. Sa rencontre avec Shouma sera pour elle une malédiction car elle remettra toute sa vie en question ainsi que ses agissements. Elle est la sœur cadette de Momoka décédée le jour de sa naissance dans l'accident perpétré par l'organisation terroriste.
Keiju Tabuki (多蕗 桂樹, Tabuki Keiju)
Professeur au lycée pour garçon, il était l'ami de Momoka en primaire. Proche de Ringo, il cherche en elle sa grande sœur. Il apparaît comme un personnage censé, droit et doux mais se révèle en réalité rongé par la haine et le désespoir. Afin de mettre un terme à tout ça, il tentera de s'en prendre à Himari et de comprendre pourquoi il est toujours en vie.
Yuri Takikago (時籠 ゆり, Takikago Yuri)
Actrice à la beauté resplendissante, elle est la rivale de Ringo pour conquérir le cœur de Tabuki et apparaît comme une femme douce et pleine de vie. Elle se révèle en réalité être une jeune femme meurtrie par la vie qui tente de panser ses blessures du passé. Amie avec Momoka par le passé, elle ne peut supporter l'idée que cette dernière ne soit plus de ce monde et tentera tout ce qui est en son pouvoir pour la ramener chez les vivants.
Sanetoshi Watase (渡瀬 眞悧, Watase Sanetoshi)
C'est un jeune homme qui semble étrange et non-humain. Il rencontre Himari alors qu'elle est à la recherche d'un livre en particulier. Il deviendra son médecin par la suite et la sauvera in extremis alors qu'elle décède pour la seconde fois grâce à un "traitement". On apprendra plus tard son véritable rôle ainsi que la noirceur qui se cache en lui. Il est l'ennemi de Momoka de par ses actes et en totale opposition à ce qu'elle représente.
Momoka Oginome (荻野目 桃華, Oginome Momoka)
Il s'agit du personnage le plus énigmatique de la série mais aussi du plus important puisqu'elle relie les personnages entre eux. On ne la voit que lors de flash-back et on apprendra que son existence bien que courte fût intense, ayant sauvé nombre de vies. Le journal que détient Ringo, sa jeune sœur, était en réalité le sien. Il lui permettait de changer le destin des gens en prenant leur malédiction en échange. Lors de l'accident, elle réussit à sauver une partie des gens grâce à son journal mais périra.

## Anime
La production de la série a été annoncée en février 2011 dans le magazine Kera, avant d'être officialisée en avril de la même année. Composée de vingt-quatre épisodes, la série a été diffusée du 8 juillet au 23 décembre 2011,. Huit coffrets DVD et Blu-ray sont sortis entre octobre 2011 et mai 2012,. En France, la série est éditée en DVD par Kazé.

### Liste des épisodes
| No | Titre français                          | Titre japonais             | Titre japonais                       | Date de 1re diffusion |
| No | Titre français                          | Kanji                      | Rōmaji                               | Date de 1re diffusion |
| -- | --------------------------------------- | -------------------------- | ------------------------------------ | --------------------- |
| 1  | Le glas du destin                       | 運命のベルが鳴る           | Unmei no Beru ga Naru                | 8 juillet 2011        |
| 2  | Une dangereuse stratégie de survie      | 危険な生存戦略             | Kiken na Seizon Senryaku             | 15 juillet 2011       |
| 3  | Mange-moi avec délectation              | そして華麗に私を食べて…    | Soshite Karei ni Watashi o Tabete... | 22 juillet 2011       |
| 4  | La princesse s'écroule                  | 舞い落ちる姫君             | Maiochiru Himegimi                   | 29 juillet 2011       |
| 5  | C'est pour ça que je le ferai           | だから僕はそれをするのさ   | Dakara Boku wa Sore o Suru no sa     | 5 août 2011           |
| 6  | Nous sommes reliés par M, toi et moi    | Mでつながる私とあなた      | Emu de Tsunagaru Watashi to Anata    | 19 août 2011          |
| 7  | Une Femme-Tamahomare                    | タマホマレする女           | Tamahomare-suru Onna                 | 26 août 2011          |
| 8  | Même si cet amour est factice, je...    | 君の恋が嘘でも僕は         | Kimi no Koi ga Uso de mo Boku wa     | 2 septembre 2011      |
| 9  | Le monde de glace                       | 氷の世界                   | Kōri no Sekai                        | 9 septembre 2011      |
| 10 | C'est parce que je t'aime               | だって好きだから           | Datte Suki Dakara                    | 16 septembre 2011     |
| 11 | Tu en as enfin pris conscience          | ようやく君は気がついたのさ | Yōyaku Kimi wa Kigatsuita no sa      | 23 septembre 2011     |
| 12 | Ce cercle qui nous entraîne             | 僕たちを巡る輪             | Bokutachi o Meguru Wa                | 30 septembre 2011     |
| 13 | Notre crime et notre châtiment          | 僕と君の罪と罰             | Boku to Kimi no Tsumi to Batsu       | 7 octobre 2011        |
| 14 | La princesse fallacieuse                | 嘘つき姫                   | Usotsuki Hime                        | 14 octobre 2011       |
| 15 | La sauveuse du monde                    | 世界を救う者               | Sekai o Sukuu Mono                   | 21 octobre 2011       |
| 16 | Un homme immortel                       | 死なない男                 | Shinanai Otoko                       | 28 octobre 2011       |
| 17 | Des êtres impardonnables                | 許されざる者               | Yurusarezaru Mono                    | 3 novembre 2011       |
| 18 | Alors, reste pour moi                   | だから私のためにいてほしい | Dakara Watashi no Tame ni Itehoshii  | 10 novembre 2011      |
| 19 | Celui qui m'est destiné                 | 私の運命の人               | Watashi no Unmei no Hito             | 17 novembre 2011      |
| 20 | Merci de m'avoir choisie                | 選んでくれてありがとう     | Erandekurete Arigatō                 | 25 novembre 2011      |
| 21 | La porte du destin que nous choisissons | 僕たちが選ぶ運命のドア     | Bokutachi ga Erabu Unmei no Doa      | 2 décembre 2011       |
| 22 | Un joli cercueil                        | 美しい棺                   | Utsukushii Hitsugi                   | 9 décembre 2011       |
| 23 | Là où aboutit le destin                 | 運命の至る場所             | Unmei No Itaru Basho                 | 16 décembre 2011      |
| 24 | Je t'aime                               | 愛してる                   | Aishiteru                            | 23 décembre 2011      |